# Eilema kingdoni
Eilema kingdoni är en fjärilsart som beskrevs av Butler 1877. Eilema kingdoni ingår i släktet Eilema och familjen björnspinnare. Inga underarter finns listade i Catalogue of Life.